# SdKfz 234装甲车
第234号特种车辆（德语：Sonderkraftfahrzeug 234，简称：Sd.Kfz. 234），又称重型装甲侦察车（Schwerer Panzerspähwagen），是纳粹德国在二战中设计并使用的一系列轮式装甲车。

## 研发和生产
由于不受凡尔赛条约所限，德国在一战结束后得以开始研发轮式装甲车。根据底盘划分，Sd.Kfz. 234属于ARK系列，是属于GS系列的Sd.Kfz. 231/232/233 8轮装甲车的后继型号。
德军在入侵波兰和法国时，高速灵活的轮式侦察车显现了自身的优势，同时也暴露了一些设计上的缺点。在取得实战经验后，一款全新的装甲车在1940年8月开始设计，这就是使用单壳体车身和气冷引擎的Sd.Kfz. 234。
1942年7月首次对原型车进行测试。由于引擎噪音过大，转而采用了太脱拉103型引擎。可以8轮转向，由于有两名驾驶员且其中一名朝向后方，所以转向速度很快。
底盘由布欣-纽埃汽车公司负责，装甲车身由德意志不锈钢工厂（Deutsche Edelstahlwerke）制造，炮塔由戴姆勒-奔驰和希肖船厂提供。
最先生产的型号是234/2，装备有炮塔和50毫米長管主炮，生产于1943年末至1944年中，产量101辆。之后便改为生产234/1，装备开放式炮塔和20毫米機炮，生产于1944年中至1945年初，产量约200辆。234/3则与234/1同时生产，装备开放式固定炮塔和75毫米短炮管主炮，生产于1944年中至1944年末，产量88辆。最后一种型号234/4，装备75毫米長管主炮，生产于1944年末至1945年战争结束，产量89辆。

## 型号
Sd.Kfz. 234/1
使用38式悬吊炮架（Hängelafette 38）开放式炮塔。武器为1门2厘米KwK 30机炮；1挺MG 42机枪。
Sd.Kfz. 234/2
又称“美洲狮”（Puma）。使用全封闭式炮塔，此炮塔原计划供VK 1602侦察坦克使用。武器为1门5厘米KwK 39炮；1挺MG 42机枪。生产了101辆 。
Sd.Kfz. 234/3
用于支援侦察车辆。使用开放式固定炮塔。武器为1门7.5厘米KwK 37炮。
Sd.Kfz. 234/4 

又称“反坦克炮车”（Pakwagen）。用于反坦克。使用开放式固定炮塔。武器为1门Pak 40反坦克炮。

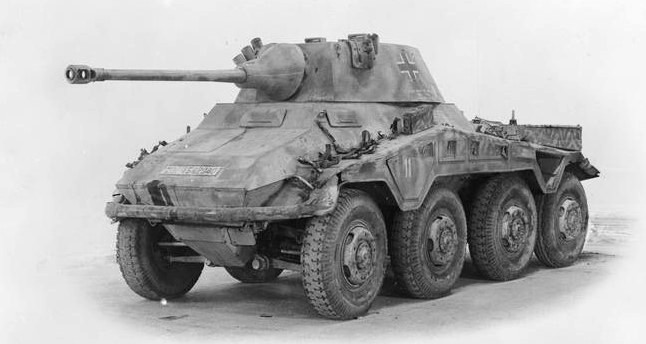
Sd.Kfz. 234/2
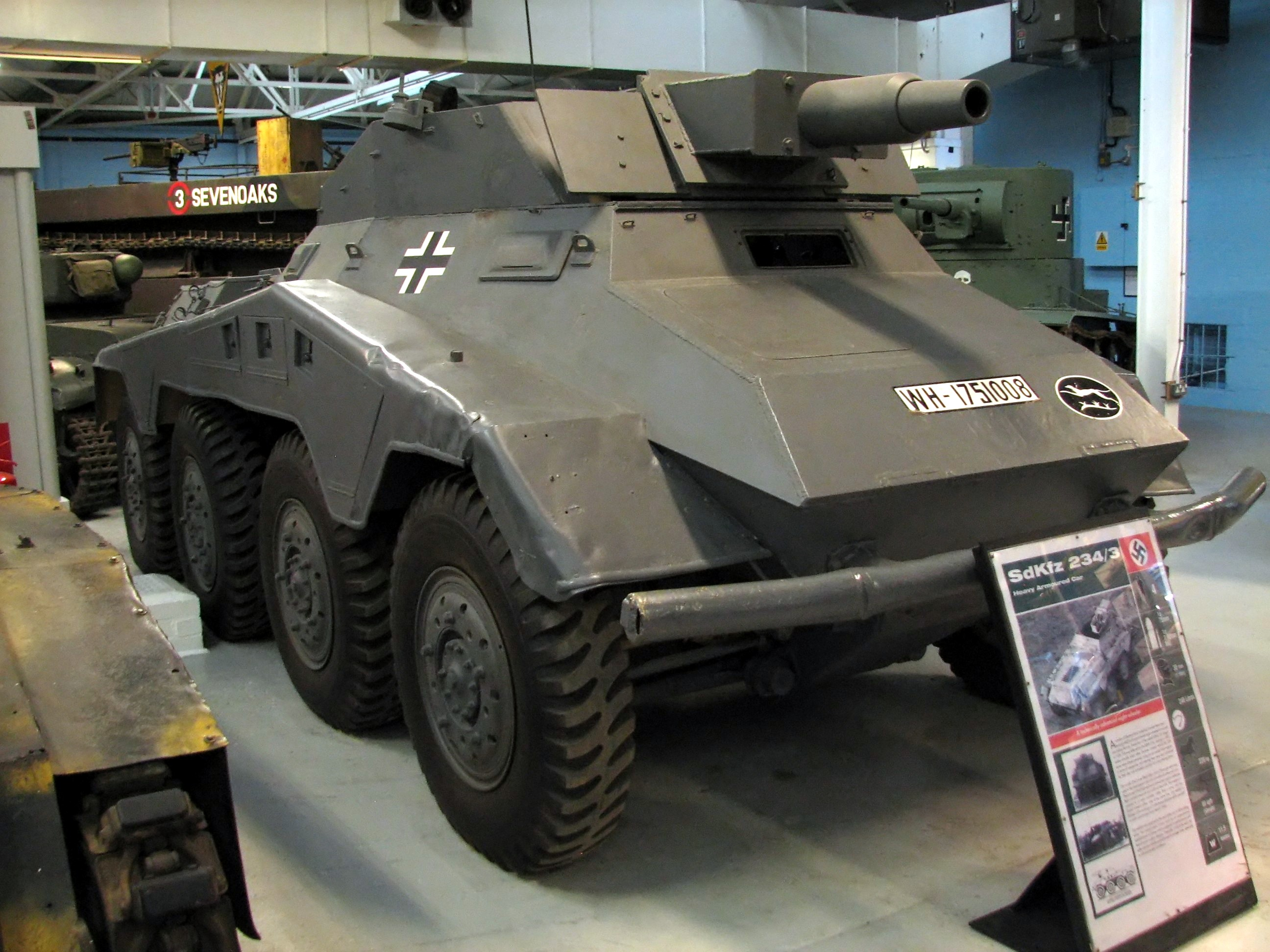
英国博文顿坦克博物馆中的一辆Sd.Kfz. 234/3
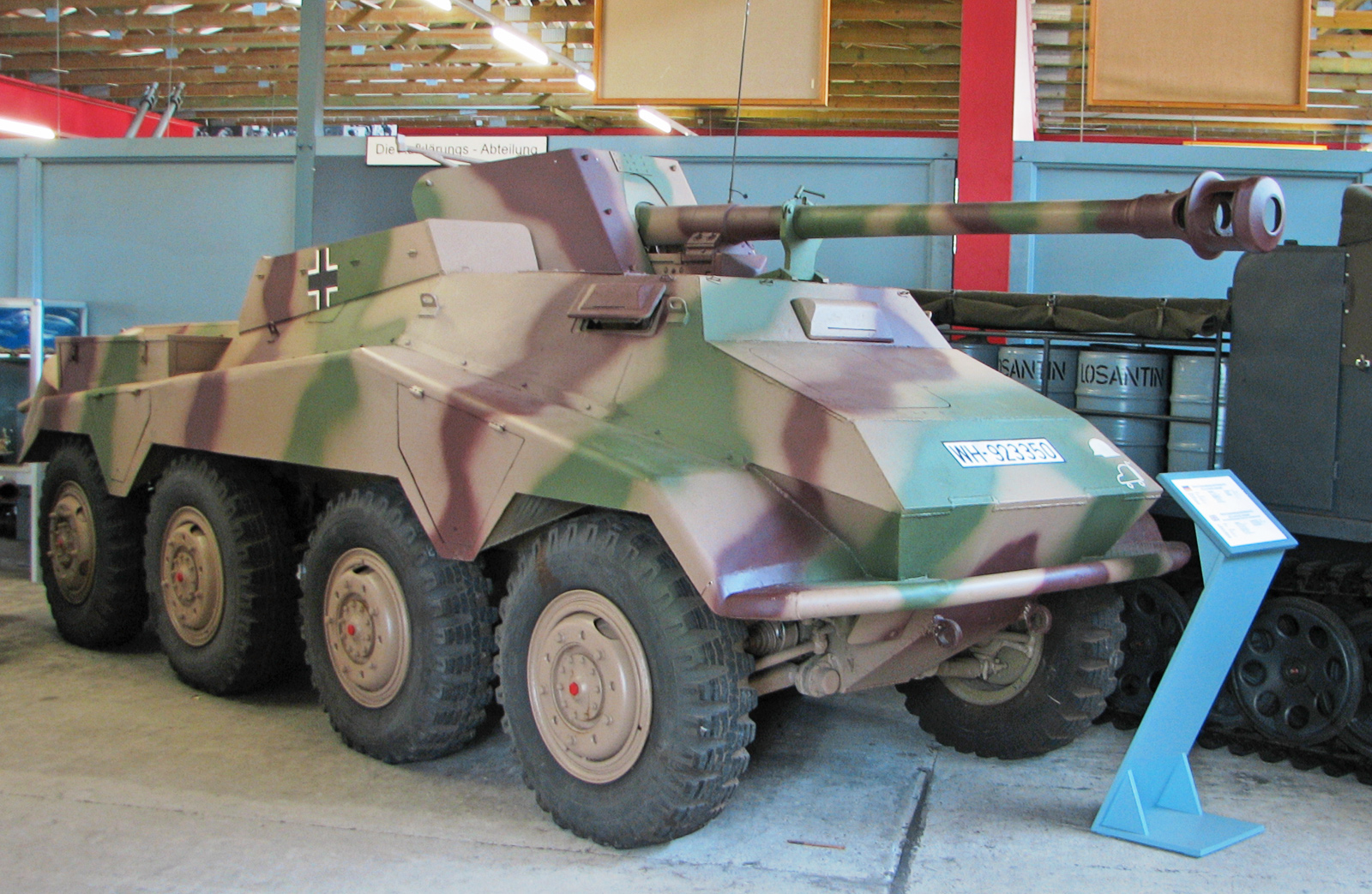
德国坦克博物馆中的一辆Sd.Kfz. 234/4

## 流行文化

### 電子遊戲
- 《戰爭雷霆》
- 《應徵入伍》
- 《人間地獄》

### 书目
- Hogg, Ian V. Greenhill Armoured Fighting Vehicles Data Book, p. 221, "Sd.Kfz. 234/1", "Sd.Kfz. 234/2", "Sd.Kfz. 234/3", & "Sd.Kfz. 234/4". London: Greenhill Books, 2000. ISBN 1-85367-391-9.
- Hogg, Ian V., and Weeks, John. Illustrated Encyclopedia of Military Vehicles, p. 185, "Sd.Kfz. 232, 233, and 234 (8 rad) Armoured Cars". London: Hamlyn, 1980. ISBN 0-600-33195-4.
- "s. Pz. Sp. Wg. (5 cm) Sd. Kfz. 234/2: German 8-Wheeled Armored Car（页面存档备份，存于）", Catalog of Enemy Ordnance, U.S. Office of Chief of Ordnance, 1945.

## 延伸阅读
- Chamberlain, P.; Doyle, H. L. . London: Arms and Armour Press. 1978. ISBN 0-85368-202-X.
- Jentz, T. L.; Doyle, H. L. . Panzer Tracts № 13. Boyds, MD: Panzer Tracts. 2001. ISBN 0-97084-074-8.
- Jentz, Thomas L. . Museum Ordnance Special Number 24. Darlignton Publications.
- Ledwoch, Janusz. . Militaria № 41. Warsaw: Wydawnictwo Militaria. 1997. ISBN 83-86209-89-5 （波兰语）.
- Spielberger, Walter J. . Spielberger German Armor & Military Vehicles Series. Schiffer Publishing. 2008. ISBN 978-0764329418.